# Pierwszy sobór buddyjski

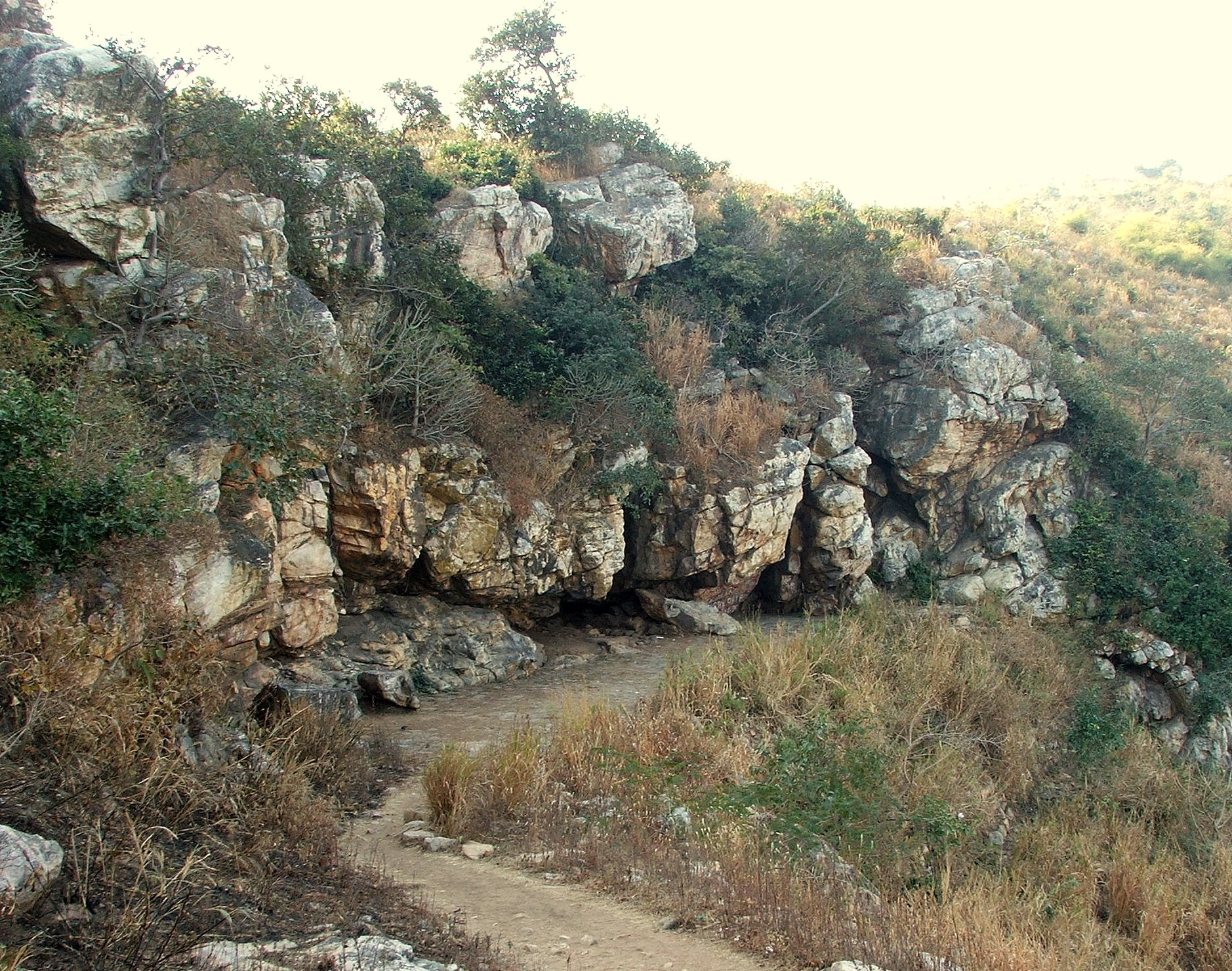
Jaskinia Sattapanniguhā w Rājagaha (dziś Radźgir), gdzie odbył się pierwszy sobór buddyjski.

Pierwszy sobór buddyjski – sobór, który odbył się trzy miesiące po śmierci Buddy, w Rājagaha. Wzięło w nim udział 500 urzeczywistnionych mnichów (arahantów). Ze względu na to, że nie żyli już Sariputta i Mogallana, przewodnictwo nad Soborem objął Mahākassapa. Sobór miał na celu zebranie i zapamiętanie nauk Przebudzonego. Kazania Buddy, recytowane przez jego najbliższego ucznia – Ānandę, zostały zatwierdzone jako Dhamma (Nauka), natomiast reguła zakonna, recytowana przez Upāli, została zatwierdzona jako Vinaya (Dyscyplina). Stąd w owych czasach buddyzm nazywano po prostu Dhamma-Vinaya. 

## Datowanie
Według tradycji theravady, dokładniej – przekazu pochodzącego ze Sri Lanki – uznaje się datę Parinibbany historycznego Buddy na rok 544 p.n.e. Rok ten jest początkiem kalendarza buddyjskiego. Uznaje się, że trzy miesiące po Parinibbanie Buddy, w Rajagaha odbył się Pierwszy Sobór Buddyjski. 
Współcześni naukowcy spierają się na temat dokładnej daty narodzin i śmierci Buddy. (zobacz Era buddyjska). Większość XX-wiecznych historyków datowała życie Buddy między 563 p.n.e. a 483 p.n.e. Współcześnie jednak, sympozjum które zebrało się w celu wyjaśnienia tej kwestii, przyjęło ramy około 20 lat przed lub po roku 400 p.n.e. jako datę śmierci Buddy.

## Okoliczności
W 544 p.n.e. zwołano Pierwszy Sobór Buddyjski, którego patronem był król Ajātasattu. Odbył się on w jaskini Sattapanniguhā niedaleko Rãjagrahy, trzy miesiące po śmierci Buddy. Dokładne okoliczności tego wydarzenia można znaleźć w Cūllavagga, rozdziale Vinaya Pitaki. Opisana jest tam przyczyna, która skłoniła Mahākassapę do zwołania zgromadzenia. Pewien mnich o imieniu Subhadda, niegdyś golibroda, który w późnym okresie swojego życia przyjął mnisie szaty, wyrażał swoje niezadowolenie z powodu przestrzegania wszystkich zasad obowiązujących mnichów, ustanowionych przez Buddę. Wielu mnichów było pogrążonych w smutku i opłakiwało odejście Buddy. Jednakże Mahākassapa usłyszał wówczas jak Subhadda mówi: "Dość Czcigodni, nie smućcie się, nie opłakujcie. Pozbyliśmy się wreszcie tego wielkiego pustelnika (Budda). Byliśmy nękani, gdy mówił: 'To możecie robić, tego nie możecie robić' lecz teraz będziemy mogli robić to, co chcemy i nie będziemy musieli robić tego, czego nie chcemy." Po usłyszeniu tej opinii Mahākassapa zdał sobie sprawę, że Dhamma i Vinaya mogą zostać zdeprawowane i mogą nie przetrwać w oryginalnej formie, jeśli inni mnisi zaczną zachowywać się jak Subhadda, interpretując Dhammę i Vinayę według własnego uznania.

## Ustanowienie soboru
Mahākassapa zdecydował, że Dhamma musi zostać zachowana i strzeżona w taki sposób, by uniknąć jej rozkładu. Chcąc sprostać temu, za zgodą sangi, zwołał radę pięciuset arahantów. Ānanda miał być jednym z członków tego zgromadzenia pod warunkiem, że osiągnie stan arahanta przed rozpoczęciem soboru. Pod przewodnictwem Czcigodnego Mahākassapy pięciuset mnichów spotkało się na obradach podczas pory deszczowej. Na początku zebrania Mahākassapa zaczął przepytywanie najbardziej znamienitego w dziedzinie Vinayi, Czcigodnego Upāli w celu wyjaśnienia wszystkich szczegółów dotyczących reguły zakonnej. Mnich ten posiadał ku temu najlepsze predyspozycje, jako że jego nauczycielem zasad Vinayi był sam Budda. W pierwszej kolejności Mahākassapa wypytał go szczegółowo o zasady dotyczące pierwszego wykroczenia (pārājika), pod kątem zagadnienia, okoliczności, osób których ono dotyczy, proklamacji, powtórzenia proklamacji, sytuacji gdy czyn ten klasyfikuje się jako wykroczenie oraz kiedy nie jest wykroczeniem. Upāli dał wyczerpujące i stosowne odpowiedzi a jego komentarze zostały przyjęte jednomyślnie przez Sanghę. Tym sposobem oficjalnie ustanowiono Vinayę. 

Czcigodny Mahākassapa zwrócił się następnie o pomoc do Ānandy, który posiadał cieszącą się ogólnym szacunkiem wiedzę w zakresie Dhammy. W noc poprzedzającą rozpoczęcie rady, Ānanda osiągnął stan arahanta i mógł uczestniczyć w zgromadzeniu. Dzięki temu Mahākassapa mógł z pełnym zaufaniem przepytać Ānandę na temat Dhammy, włącznie ze szczegółami odnoszącymi się do mów Buddy. Chodziło o potwierdzenie i weryfikację wszystkich miejsc, gdzie Budda wygłaszał swoje kazania, a także osób, do których mowy były skierowane. Ponadprzeciętna pamięć Ānandy pozwoliła mu na udzielenie najrzetelniejszych odpowiedzi. W ten sposób mowy Dhammy zostały przyjęte jednomyślnie przez Sanghę. 
Podczas pierwszego soboru zatwierdzono także kompletny rozdział dotyczący wykroczeń, które sklasyfikowano jako pomniejsze, jak również potwierdzono ich przestrzeganie. Mnichom siedem miesięcy zajęło wyrecytowanie całości Vinayi i Dhammy. Mnisi obdarzeni zdolnościami dobrego zapamiętywania utrwalili w sobie całość wyrecytowanego tekstu. To historyczne wydarzenie zostało nazwane mianem Paācasatika, gdyż uczestniczyło w nim pięciuset całkowicie oświeconych arahantów. 